# Crocodile Cafe
The Crocodile (dawniejsza nazwa The Crocodile Cafe, czasem używana Croc) – klub muzyczny znajdujący się przy 2200 2nd Avenue w Belltown, Seattle w stanie Waszyngton. Otwarty jako The Crocodile Cafe w dniu 30 kwietnia 1991 roku przez Stephanie Dorgan, szybko stał się stałym punktem lokalnej sceny muzycznej. Klub został zamknięty 15 grudnia 2007 roku, i ponownie otwarty w dniu 18 marca 2009 roku. Może pomieścić 525 osób.
Pierwszymi wykonawcami którzy wystąpili w klubie były zespoły wywodzące się z Seattle i okolic The Posies oraz Love Battery. W czasie działalności w latach 1991-2007 klub gościł wielu artystów, między innymi takich jak: Mudhoney, Nirvana, Pearl Jam, Alice in Chains, Mad Season, Joanna Newsom, Cheap Trick, Indigo Girls, Robyn Hitchcock, Porcupine Tree, Glenn Tilbrook, Rhonda Vincent, Death Cab for Cutie, Yōko Ono, Ann Wilson, Sleater-Kinney, R.E.M., The Soft Boys, Built to Spill, Neutral Milk Hotel, Dinosaur Jr., Beastie Boys, Corinne Bailey Rae, Rachael Yamagata, Kevin Kinney z Drivin N Cryin, The Ventures, Chris Knox czy The Presidents of the United States of America.
Po otwarciu klubu, właścicielka Stephanie Dorgan wyszła za mąż za gitarzystę grupy R.E.M. Petera Bucka, który później stał się współwłaścicielem lokalu. Buck często grał w klubie wraz ze swoim zespołem The Minus 5. Dorgan i Buck rozwiedli się w 2006 roku, co spowodowało zamknięcie klubu pod koniec 2007 roku.
Klub został ponownie otwarty w 2009 roku. Nowymi właścicielami została grupa biznesmenów i muzyków (w tym Sean Kinney z Alice in Chains). Klub zmienił nazwę na The Crocodile i od 20 marca 2009 ponownie funkcjonuje.
Jedna ze scen z filmu Georgia (w którym występuje Jennifer Jason Leigh) z 1995 roku, została nakręcona w klubie.
W 2013 roku magazyn Rolling Stone przygotował zestawienie najlepszych klubów amerykańskich. The Crocodile zajął 7. pozycję.